# Заназанян Оганес Арутюнович
Оганес Заназанян (рос. Оганес Заназанян, вірм. Հովհաննես Զանազանյան; 10 грудня 1946, Афіни — 4 жовтня 2015, Єреван) — радянський футболіст, що грав на позиції захисника. По завершенні ігрової кар'єри — тренер. Почесний громадянин Єревана.
Виступав, зокрема, за клуб «Арарат», а також національну збірну СРСР.

## Клубна кар'єра
У дорослому футболі дебютував 1965 року виступами за команду клубу «Лернагорц». 
Протягом 1966 року захищав кольори команди клубу «Ширак».
Своєю грою за останню команду привернув увагу представників тренерського штабу клубу «Арарат», до складу якого приєднався 1966 року. Відіграв за єреванську команду наступні дев'ять сезонів своєї ігрової кар'єри. Більшість часу, проведеного у складі «Арарата», був основним гравцем захисту команди.
Протягом 1976 року захищав кольори команди клубу «Спартак» (Москва).
Завершив професійну ігрову кар'єру у клубі «Еребуні», за команду якого виступав протягом 1976—1977 років.

## Виступи за збірну
У 1972 році дебютував в офіційних матчах у складі національної збірної СРСР. Протягом кар'єри у національній команді, яка тривала 1 рік, провів у формі головної команди країни 6 матчів, забивши 1 гол.

## Кар'єра тренера
Розпочав тренерську кар'єру, ще продовжуючи грати на полі, 1976 року, очоливши тренерський штаб клубу «Еребуні».
У 1994 році став головним тренером команди молодіжної збірної Вірменії, яку тренував один рік.
Протягом тренерської кар'єри також очолював команди клубів «Лернаїн Арцах», «Хоменетмен» та «Спартак» (Єреван).
Останнім місцем тренерської роботи був клуб «Бананц», головним тренером команди якого Оганес Заназанян був з 2003 по 2005 рік.
Помер 4 жовтня 2015 року на 69-му році життя у місті Єреван.

## Титули і досягнення
- Бронзовий олімпійський призер: 1972